# Cantó de Saint-Lô-Oest
El cantó de Saint-Lô-Oest és un cantó francès del departament de la Manche, situat al districte de Saint-Lô. Té 5 municipis i el cap es Saint-Lô.

## Municipis
- Agneaux
- Saint-Georges-Montcocq
- Le Mesnil-Rouxelin
- Rampan
- Saint-Lô

## Història
| Data d'elecció                           | Identitat        | Partit        | Qualitat |
| ---------------------------------------- | ---------------- | ------------- | -------- |
| 1982-1985                                | Henri Liébard    | Divers droite |          |
| 1985-1992                                | Jean Patounas    | UDF           |          |
| 1992-2004                                | Edmond Piédagnel | RPR           |          |
| 2004-                                    | François Brière  | Divers droite |          |
| les dades anteriors no són pas conegudes |                  |               |          |
|                                          |                  |               |          |